# 偏相関
偏相関（へんそうかん、英: partial correlation）は、別の交絡因子による影響を取り除いた関心のある2つの変数の間の相関を表す概念である。ピアソンの積率相関係数を使用すると、別の交絡因子がある場合に誤解を招く結果が得られる。この誤解を招く情報は、偏相関係数を計算し交絡変数を制御することによって回避できる。
偏相関係数は、ピアソンの積率相関係数と同様に、–1から1の範囲の値を取る。偏相関係数の値が–1のときは、別の交絡因子による影響を取り除いた完全な負の相関（線形関係）を表す。偏相関係数の値が1のときは完全な正の相関（線形関係）を表し、値が0のときは線形関係がないことを表す。

## 定義
n 個の制御変数 Z = {Z1, Z2, ..., Zn} が与えられた場合の X と Y の間の偏相関 ρXY·Z は、eX（X を Z で線形回帰したときの残差）と eY（Y を Z で線形回帰したときの残差）の相関である。

## 計算
関連する2つの線形回帰問題を解き、残差を取得し、残差間の相関を計算する。

### 線形回帰の使用

#### 例
| X  | Y | Z |
| -- | - | - |
| 2  | 1 | 0 |
| 4  | 2 | 0 |
| 15 | 3 | 1 |
| 20 | 4 | 1 |

```
> 
X
 
=
 
c
(
2
,
4
,
15
,
20
)

> 
Y
 
=
 
c
(
1
,
2
,
3
,
4
)

> 
Z
 
=
 
c
(
0
,
0
,
1
,
1
)

> 
mm1
 
=
 
lm
(
X
~
Z
)

> 
res1
 
=
 
mm1
$
residuals

> 
mm2
 
=
 
lm
(
Y
~
Z
)

> 
res2
 
=
 
mm2
$
residuals

> 
cor
(
res1
,
res2
)

[1] 0.919145

> 
cor
(
X
,
Y
)

[1] 0.9695016

> 
generalCorr
::
parcorMany
(
cbind
(
X
,
Y
,
Z
))

                 

     nami namj partij   partji rijMrji  

[1,] "X"  "Y"  "0.8844" "1"    "-0.1156"

[2,] "X"  "Z"  "0.1581" "1"    "-0.8419"

```

### 再帰式の使用
{\displaystyle \rho _{XY\cdot \mathbf {Z} }={\frac {\rho _{XY\cdot \mathbf {Z} \setminus \{Z_{0}\}}-\rho _{XZ_{0}\cdot \mathbf {Z} \setminus \{Z_{0}\}}\rho _{Z_{0}Y\cdot \mathbf {Z} \setminus \{Z_{0}\}}}{{\sqrt {1-\rho _{XZ_{0}\cdot \mathbf {Z} \setminus \{Z_{0}\}}^{2}}}{\sqrt {1-\rho _{Z_{0}Y\cdot \mathbf {Z} \setminus \{Z_{0}\}}^{2}}}}}.}
{\displaystyle \rho _{XY\cdot Z}={\frac {\rho _{XY}-\rho _{XZ}\rho _{ZY}}{{\sqrt {1-\rho _{XZ}^{2}}}{\sqrt {1-\rho _{ZY}^{2}}}}}}

### 逆行列の使用
{\displaystyle \rho _{X_{i}X_{j}\cdot \mathbf {V} \setminus \{X_{i},X_{j}\}}=-{\frac {p_{ij}}{\sqrt {p_{ii}p_{jj}}}}.}

## 解釈

N = 3 の観測データがあり、2次元の超平面がある場合の偏相関の幾何学的解釈

### 条件付き独立性テストとして
参照：フィッシャー変換
{\displaystyle z({\hat {\rho }}_{XY\cdot \mathbf {Z} })={\frac {1}{2}}\ln \left({\frac {1+{\hat {\rho }}_{XY\cdot \mathbf {Z} }}{1-{\hat {\rho }}_{XY\cdot \mathbf {Z} }}}\right).}
{\displaystyle {\sqrt {N-|\mathbf {Z} |-3}}\cdot |z({\hat {\rho }}_{XY\cdot \mathbf {Z} })|>\Phi ^{-1}(1-\alpha /2),}

## 時系列分析で使用
{\displaystyle \varphi (h)=\rho _{X_{0}X_{h}\,\cdot \,\{X_{1},\,\dots \,,X_{h-1}\}}.}